# Аббатство Святой Марии в долине Иосафата

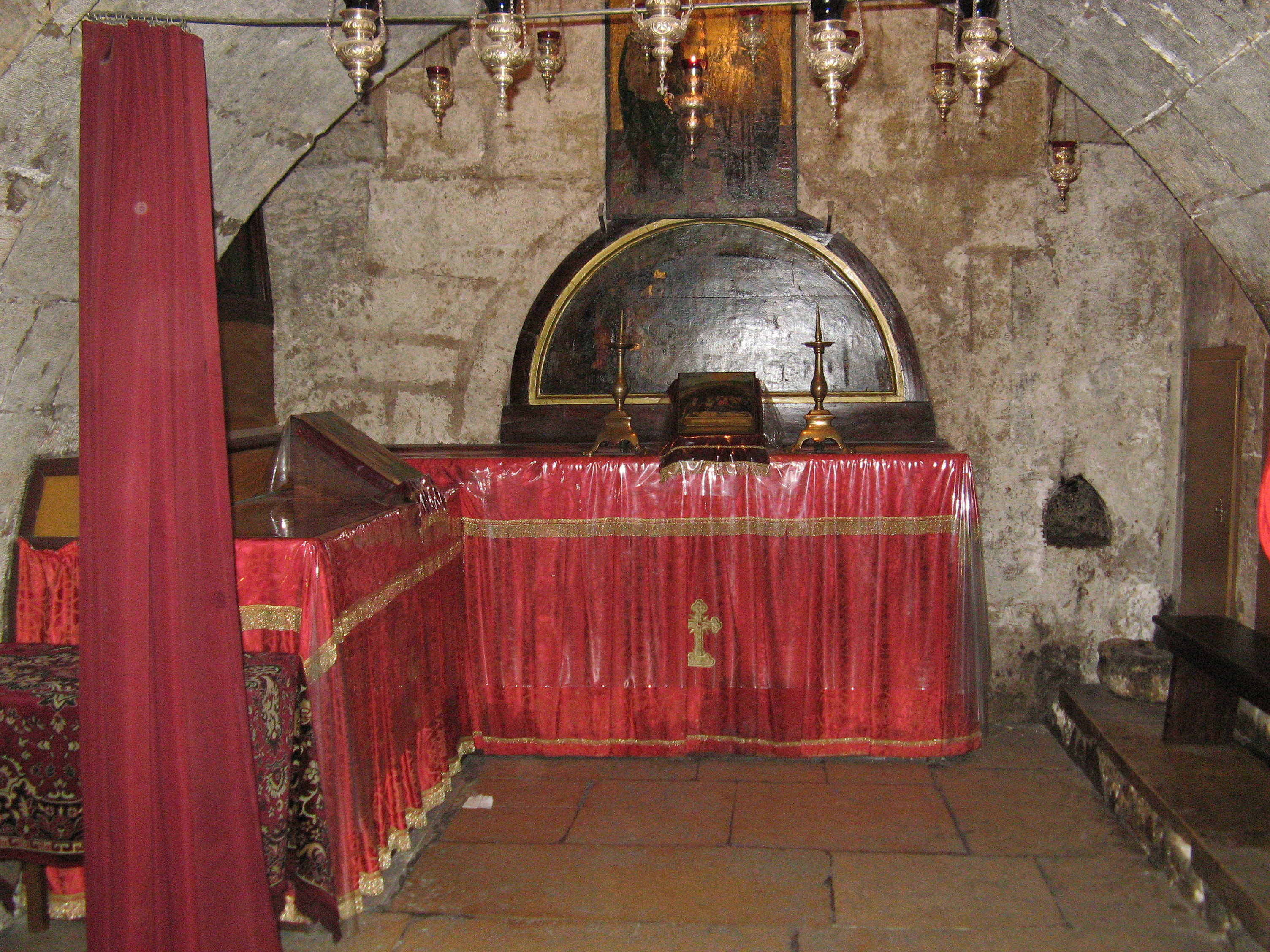
Часовня Святых Иоакима и Анны, первоначально гробница королевы Мелисенды Иерусалимской

Аббатство Святой Марии в долине Иосафата — бенедиктинское аббатство, расположенное к востоку от Старого города Иерусалима, основанное Годфридом Бульонским на предполагаемом месте Гробницы Девы Марии.

## История
Аббатство Святой Марии было построено рядом с византийской церковью, в которой находился храм Успения Пресвятой Богородицы. Первые монахи аббатства были из окружения Годфрида и управляли церковью Святой Марии, Гротом Агонии и Гефсиманской церковью, расположенными недалеко от Елеонской горы.
Арнульф де Роол отремонтировал церковь в 1112 году. Морфия, жена короля Балдуина II, была похоронена здесь, положив начало прецеденту, когда королевы Иерусалима были похоронены не в Храме Гроба Господня, а погребены отдельно от своих мужей. В 1120 году Балдуин II назначил своего двоюродного брата Гильдуина из Ле-Пюизе, сына Гуго I из Ле-Пюизе, аббатом. Там же была похоронена королева Мелисенда.
Крестоносцы перестроили верхнюю церковь около 1130 года, но она была разрушена Салах ад-Дином вместе с монастырем после 1187 года. Части верхней церкви были использованы для стен Иерусалима.
В 1999 году в ходе археологических исследований была обнаружена большая картина трапезной с несколькими надписями, которая с 2010 года выставляется в Музее Израиля. Это был деисус («мольба» по-гречески), иконография, в которой Мария и Иоанн Креститель молятся Иисусу во имя человечества о прощении.